# Луцив, Юрий Алексеевич
Юрий Алексеевич Луцив (род. 1931) — советский и украинский симфонический и оперный дирижёр. Народный артист Украинской ССР (1991).

## Биография
Родился 12 мая 1931 года во Львове (ныне Украина). В 1953 году окончил Львовскую ГК имени Н. В. Лысенко. Работал дирижёром в Львовской и Запорожской филармониях.
С 1960 года преподаёт во Львовской ГК имени Н. В. Лысенко. Профессор, заведующий кафедрой хорового и оперно-симфонического дирижирования.
В 1960—1963 годах — дирижёр, в 1963—1973 годах — главный дирижёр Львовского АТОБ имени И. Я. Франко.

## Творчество
- «Багровые зарницы» С. С. Жданова,
- «Золотой обруч» Б. Н. Лятошинского,
- «Щелкунчик» П. И. Чайковского,
- «Золушка», «Ромео и Джульетта» С. С. Прокофьева.

С декабря 2005 года входит в состав наблюдательного совета Львовского национального академического театра оперы и балета имени Соломии Крушельницкой.

## Награды и премии
- Народный артист Украинской ССР (1991)
- Заслуженный деятель искусств УССР (1960)
- Государственная премия УССР имени Т. Г. Шевченко (1971) — за оперный спектакль «Золотой обруч» Б. Н. Лятошинского, поставленный на сцене Львовского ГАТОБ имени И. Я. Франко
- Орден «За заслуги» III степени (2016)[1]
- Орден Трудового Красного Знамени
- медали
- Почётная грамота Кабинета Министров Украины (2003)